# Нововороб'ївська волость
Нововороб'ївська волость — адміністративно-територіальна одиниця Овруцького повіту Волинської губернії. Волосний центр — село Нові Вороб'ї.

## Історія
Станом на 1885 рік складалася з 11 поселень, 10 сільських громад. Населення — 5552 особи (2665 чоловічої статі та 2887 — жіночої), 530 дворових господарства.
|                     | Площа, десятин | У тому числі орної, дес. |
| ------------------- | -------------- | ------------------------ |
| Сільських громад    | 11323          | 7452                     |
| Приватної власності | 27454          | 5198                     |
| Казенної власності  | —              | —                        |
| Іншої власності     | 106            | 63                       |
| Загалом             | 38883          | 12713                    |

Основні поселення волості:
- Нові Вороб'ї — колишнє власницьке село при річці Переїздка за 80 верст від повітового міста, волосне правління, 590 осіб, 83 двори, православна церква, школа, поштова станція, постоялий будинок, лавка, бондарня, солодовий та винокуренний заводи. За 4 версти — смоляний завод. За 10 верст — німецька колонія Грінвальд з молитовним будинком.
- Голубевичі — колишнє власницьке село при річці Осушанка, 251 особа, 33 двори, православна церква, постоялий будинок.
- Діброва — колишнє власницьке село при річці Мошка, 626 осіб, 74 двори, 2 постоялих будинки.
- Лумля — колишнє власницьке село при річках Різня та Ломля, 521 особа, 60 дворів, постоялий будинок, водяний млин, вітряк.
- Межилиска — колишнє власницьке село, 520 осіб, 47 дворів, постоялий будинок, лавка, водяний млин.
- Старі Вороб'ї — колишнє власницьке село, 433 особи, 63 двори, православна церква, постоялий будинок[1].

У 1923 році на території волості утворено Будо-Вороб'ївську, Дубровську, Ксаверівську, Лумлянську, Недашківську, Ново-Вороб'ївську, Ново-Гутську, Рутвянську та Старо-Вороб'ївську сільські ради. 7 березня 1923 року, відповідно до указу ВУЦВК «Про адміністративно-територіальний поділ», територію волості включено до складу новоутвореного Базарського району Коростенської округи.